# Charles Joseph Morrissy
Pour les articles homonymes, voir Morrissy.
Charles Joseph Morrissy (1881-1933) était un agent d'assurance, un comptable et un homme politique canadien du Nouveau-Brunswick.

## Biographie
Charles Joseph Morrissy naît le 18 janvier 1881 à Newcastle, au Nouveau-Brunswick. 
Sa carrière politique commence en 1913 lorsqu'il est élu maire de sa ville, Newcastle. Il le reste jusqu'en 1915 puis est à nouveau réélu de 1917 à 1918.
Il devient ensuite député provincial de la circonscription de Northumberland le 9 octobre 1920 et siège à l'Assemblée législative du Nouveau-Brunswick jusqu'au 19 août 1925
Il se lance par la suite en politique fédérale et est élu député libéral de la circonscription de Northumberland le 14 septembre 1926 face à Charles Elijah Fish.
Charles Joseph Morrissy meurt le 22 avril 1932. 

## Divers
Le père de Charles Joseph Morrissy, John Morrissy, fut également député provincial et fédéral de la circonscription de Northumberland.